# Mlhovina Kalifornie
Mlhovina Kalifornie (NGC 1499) je difúzní mlhovina v souhvězdí Persea.
Svůj název získala díky svému protáhlému vzhledu, který může připomínat Kalifornský poloostrov.

## Pozorování
Mlhovina leží v jižní části souhvězdí severně od hvězdy 4. magnitudy s názvem ξ Persei (Ksí Persei). Na obloze má protáhlý tvar směřující od severozápadu na jihovýchod a její rozměry jsou 4°×1,5°. Tyto rozměry má ovšem pouze na fotografiích, vizuálně je velmi obtížně pozorovatelná, protože má nižší povrchovou jasnost než většina ostatních emisních mlhovin. Její jasnější část pozorovatelná dalekohledem má rozměry 160′×40′. Pod velmi tmavou oblohou může být v náznaku vidět i prostýma očima.

## Historie pozorování
Tuto mlhovinu objevil Edward Emerson Barnard 3. listopadu 1885 pomocí šestipalcového dalekohledu (průměr 150 mm).
O šest let později ji pozoroval také Friedrich Simon Archenhold, který ji nezávisle spoluobjevil 27. října 1891.
Barnard mlhovinu několikrát fotografoval a jeden její podrobný šestihodinový snímek zveřejnil v roce 1895. Mlhovina byla objevena pouhých pár let před vydáním astronomického katalogu New General Catalogue, ve kterém je zařazena pod pořadovým číslem 1499.

## Vlastnosti

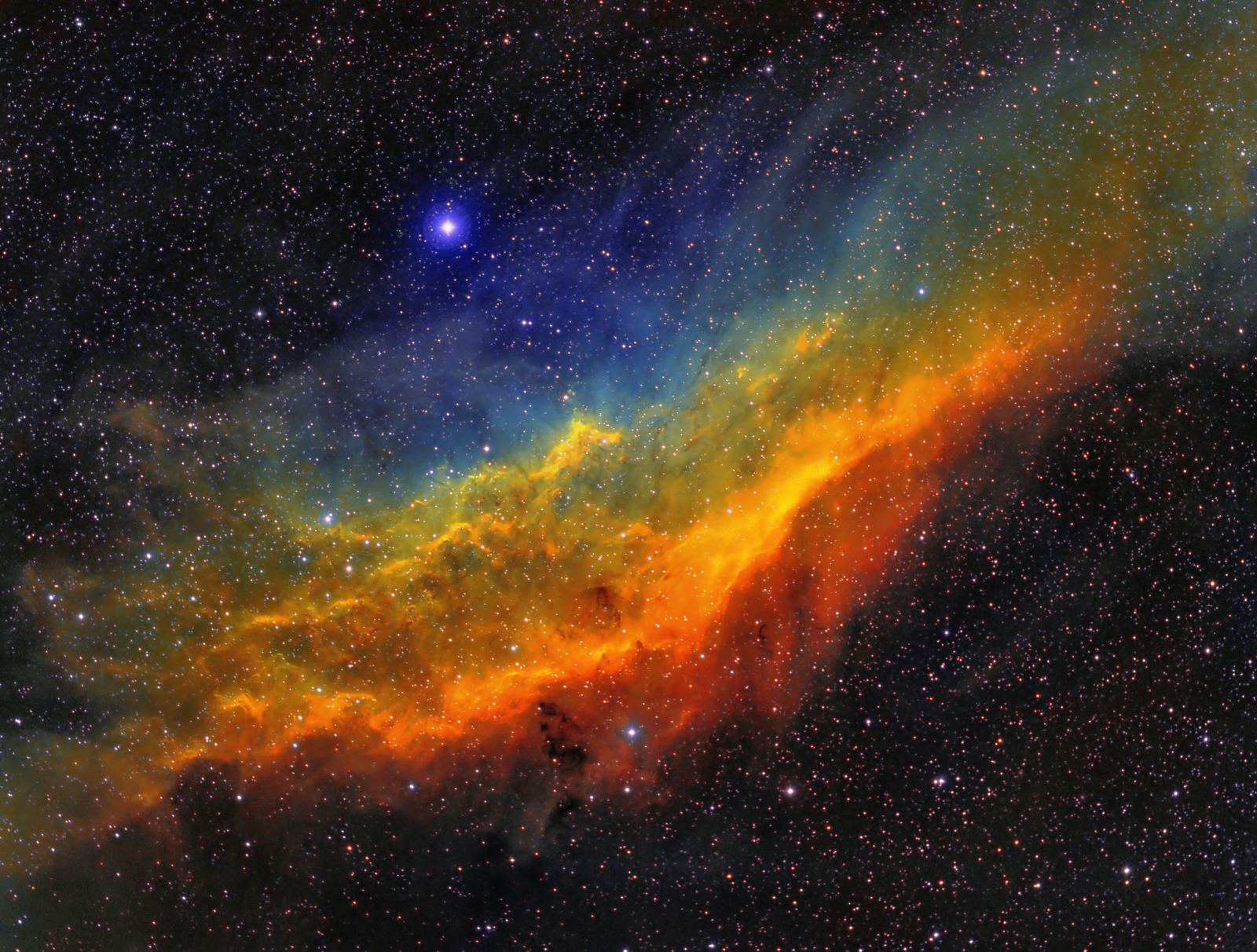
Amatérský úzkopásmový snímek mlhoviny (sever je dole)

Mlhovina leží ve vzdálenosti 1 340 světelných let od Země a její skutečný rozměr je asi 100 světelných let. Pravděpodobně je ozařována hvězdou ξ Persei, což je modrobílá hvězda hlavní posloupnosti, které byla přiřazena spektrální klasifikace O7e. Tato hvězda patří do OB asociace s názvem Perseus OB2, jejímž nejjasnějším členem je hvězda ζ Persei (Zéta Persei).